# Montanges
Montanges es una comuna francesa situada en el departamento de Ain, de la región de Auvernia-Ródano-Alpes. 

## Demografía
| 225 | 226 | 192 | 191 | 248 | 282 | 318 | 338 |
| Para los censos de 1962 a 1999 la población legal corresponde a la población sin duplicidades (Fuente: INSEE [Consultar]) |     |     |     |     |     |     |     |